# Abatis
Abatis (franc. abatis, abattis ili abbattis hrpa bačenog materijala) je termin u poljskoj fortifikaciji kojim se označava prepreka napravljena od grana drveća polegnutih u jednom redu tako da vrhovi budu usmjereni prema neprijatelju. Drveće je obično isprepleteno ili povezano žicom. Abatis se može upotrijebiti zasebno ili u kombinaciji sa žičanim spletovima i drugim zaprekama.
Iako se primjenjuje od vremena Rimskog Carstva, danas se abatis rijetko može vidjeti, jer su ga u velikoj mjeri zamijenile žičane zapreke. Ipak, može se upotrebljavati kao zamjena ili dodatak kada ponestane bodljikave žice. Oblik divovskog abatisa u kojem se upotrebljavaju čitava stabla umjesto grana može se primijeniti kao improvizirana protutenkovska zapreka.
Važna slabost abatisa, za razliku od bodljikave žice, jest u činjenici da se lako uništava požarom. Štoviše, ako je isprepleten užetom umjesto žicom, uže se vrlo brzo može uništiti takvim požarom pa se poslije abatis može brzo ukloniti kukama koje će pograbiti sa sigurne udaljenosti.
Važna prednost je da se improvizirani abatis može relativno brzo formirati na šumovitim područjima. To se može napraviti jednostavnom sječom redova drveća tako da ona padnu vrhovima okrenutim prema neprijatelju. Alternativa sječi je postavljanje eksploziva radi rušenja drveća.
Iako ih rijetko primjenjuju moderne konvencionalne vojne jedinice, abatisi su još uvijek u službenoj uporabi u Vojsci SAD-a i treningu Mornaričkog pješaštva. Trenutačni trening podučava inženjere ili ostale konstruktore takvih zapreka kako srušiti stabla, ostavljajući 1 ili 2 metra visoke panjeve, na takav način da drveće padne isprepleteno pod kutom od 45 stupnjeva prema smjeru iz kojeg će doći neprijatelj. Štoviše, preporučuje se da drveće ostane povezano s panjevima i da duljina prekrivenog puta bude najmanje 75 metara. U vojnim kartama (zemljovidima) SAD-a upotrebljavaju oznaku za abatis u obliku obrnutog slova "V" s kratkom crtom koja se širi nadesno.

## Vanjske poveznice
- Pamplin Historical Park & The National Museum of the Civil War Soldier uključuje velike i autentične reprodukcije abatisa koji se koristio u Američkom građanskom ratu.